# 麺

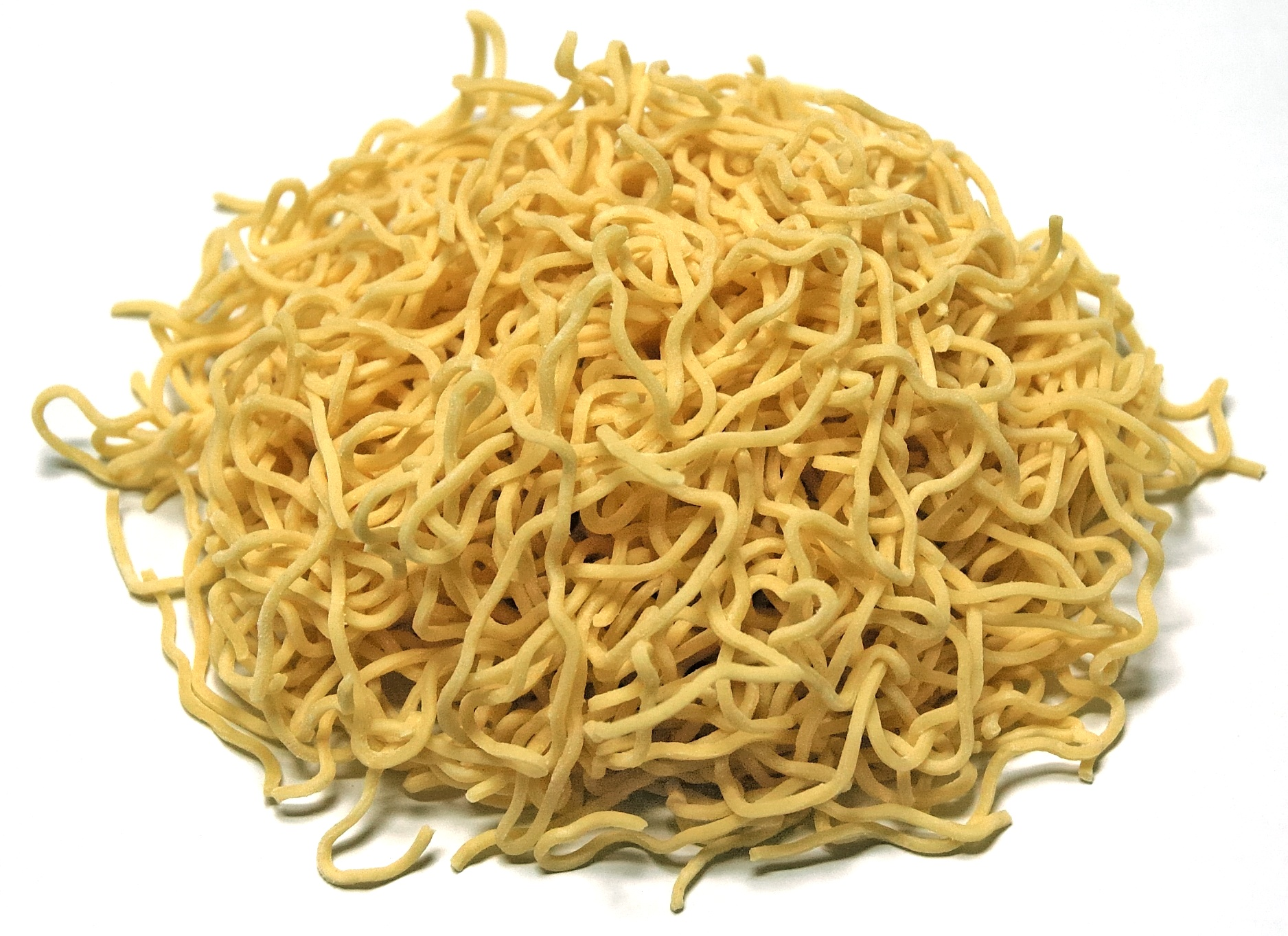
生麺（ラーメン）

麺（めん、noodle）とは、穀類の粉（小麦粉、蕎麦粉、米粉や豆など）やデンプンに水と塩などを加えた生地を細く長く成形した食品。

## 概要
麺または麺類は穀物などの粉を練って作る加工食品の一種であり、原料としては小麦粉、蕎麦粉、米粉、片栗粉、タピオカなどの穀物粉が主体となるが、細長い形状をした加工食品であれば原料によらず「麺」と名付けられて供される場合がある。穀物を主原料とする麺は主食とされる場合が多い。様々な調味料や具材、副菜とともに食されるが、麺の生地にビタミンやミネラル、食物繊維などを練り込んで栄養バランスを確保する製品も開発されている。
麺という字は中華圏の「麺（繁体字：麵、簡体字：面）」（拼音: miàn）に由来し、小麦粉そのもの、または小麦粉を練って作った食品を指していた。日本に伝来したのは奈良時代頃と考えられており、当時は「唐菓子」と呼ばれて仏教儀式などに用いられた。
また、英語では小麦粉に水を加えて調製したものをドウ（dough）といい、これを応用した料理は薄く伸ばして餡などを包んだ料理（ダンプリング、dumpling）と、切る、伸ばす、ちぎる、穴や型から押し出すなどの方法で成形した料理（ヌードル、noodle）に大別される。日本語の「麺」は後者に相当するものを指す。
日本においては製造工程や製法などにより様々に分類されて呼称されるが、大別すると生めん類、乾めん類、即席めん類、マカロニ類（スパゲティ類）、冷凍めん類の5つに分けられる。
生めん類
公取協連合会では『生めん類の表示に関する公正競争規約』の中で生めん類について「小麦粉の穀粉類を主原料として製めん、成形したもの及び製めん、成形した後加工したもの」と定義し、うどん、そば、中華めん、生マカロニ類、生スパゲッティ類、ソフトスパゲッティ式めん、大麦めん、大麦そば、冷めん、米粉めん、ぎょうざの皮等を挙げている。
乾めん類
消費者庁は『乾めん類品質表示基準』の中で乾めん類について「小麦粉又はそば粉に食塩、やまのいも、抹茶、卵等を加えて練り合わせた後、製めんし、乾燥したもの」またはこれに「調味料、やくみ等を添付したもの」と定義している。
即席めん類
公取協連合会では『即席めんの表示に関する公正競争規約及び施行規則』の中で即席めんについて「小麦粉またはそば粉を主原料とし、これに食塩またはかんすいその他めんの弾力性、粘性を高めるもの等を加えて練り合わせた後、製めんしたもののうち、添付調味料を添付したもの又は調味料で味付けしたものであって、簡便な調理操作により食用に供するもの」と定義している。なお、かん水の代替としては成分でん粉がアルファ化されているものに限っている。
マカロニ類
消費者庁は『マカロニ類品質表示基準』の中でマカロニ類について「デュラム小麦のセモリナ若しくは小麦粉又は強力小麦のファリナ若しくは普通小麦粉に水を加え、これに卵、野菜等を加え又は加えないで練り合わせ、マカロニ類成形機から高圧で押し出した後、切断し、及び熟成乾燥したもの」と定義している。また上記定義の中で形状や太さによって条件に合致する場合はスパゲッティ、バーミセリー、ヌードルの呼称が認められている。
冷凍めん類
消費者庁は『調理冷凍食品品質表示基準』の中で冷凍めん類について「調理冷凍食品のうち、小麦粉又はそば粉を主原料とし、これに食塩、かんすい等を加え練り合わせたものを製めんした後、蒸し、又はゆでること等の加熱処理をしたもの」またはこれに「調味料で味付け、若しくはかやくを加え調理したもの、又は調味料若しくはかやくを添付したもの」と定義している。

## 発祥
麺の主たる原料である小麦は東地中海沿岸（イラン西部、イラク東部、トルコ南部および東部）がその起源とされているが、寒冷地から熱帯地方まで広範囲で栽培が可能だったこと、水と混ぜることでグルテンが生成され、粘り気と弾力性に富んだ性質が多様な食品への加工に適していたこと、という大きな二つの理由により世界的な普及を見せた。最初に栽培が行われるようになったのはメソポタミアで、紀元前9000年～7000年頃と考えられている。そのまま食すことに適さない小麦は、栽培当初は粥として食されていたと考えられているが、食感などを求めて小麦粉を練って生地を作ってパン（無発酵パン・発酵パン）として食す方法や、練った生地をちぎってすいとんのように食す方法が広まると、様々な形状への加工が行われるようになり、その過程で細長く形づくられたものが麺にあたると考えられているが、諸説あり定かではない。
中国大陸に小麦が伝わったのは前漢（紀元前1世紀前後）時代に西方との交易路が開けてからであると言われているが、他の穀物を使った麺が地中海地域で小麦粉のものに変えられた可能性も考えられる。現在までに発見された最も古い麺類の遺物は、中国青海省民和回族トゥ族自治県の喇家遺跡で発見された。これはおよそ4000年前のものであり、麺は小麦粉ではなく粟で作られていた。
現在カザフスタン、キルギス、タジキスタン、トルクメニスタン、ウズベキスタンなど中央アジアで広く食されているラグマンはラーメンの語源とも言われているが、シルクロードを伝播し中国大陸に広まった際に鹹湖（塩水湖）の水を使用してラグマンを作ったのが中華麺の始まりとも言われ、現代においても製麺工程で使用される塩基性塩をかん水と呼ぶのもこの名残からとされている。
他に、栽培小麦発祥の古代メソポタミアから遊牧民によって餃子の形（アフガニスタンのオシャク、新疆ウイグル自治区のジュワワ）で伝わり、華北で皮が分かれて麺條（生地を細長く伸ばしたもの）が生まれたとするものもある。
一方でヨーロッパで広まったデュラム小麦からはパスタが作られるようになるが、イタリアのチェルヴェーテリにあるエトルリア人の遺跡からおよそ2400年前の製麺器具が発見されている他、古代ローマ時代の文献の中でラガーナと呼ばれる焼いて食べるパスタについての記述が見つかっていることなどから古くから食文化として麺を食す習慣が広まっていたと考えられている。しかし4世紀頃のゲルマン民族の侵攻により食肉文化が広く浸透してパスタなどの食文化は衰退し、再び登場するのは13世紀末のフラ・サリンベネの『年代記』であった。

## 中華圏における麺
後漢の『説文解字』には「麺」の本字である「麪（ミェン）」は麦の粉とある。唐の『広韻』も西晋の束晳の『麪賦』を引いて重羅の麺は埃のように細かく雪のように白いと記し、「麵」は同上としている。「麵」は「麪」の音を表す部品「丏」を同音の「面」に置き換えた異体字である。餅も日本の餅とは違い、穀粉の生地をいう。『説文解字』に「餅（ビン）」は小麦をこねた食べ物とある。加熱法で蒸餅、焼餅、油餅、湯餅に分類された。北魏の『斉民要術』には水引という、水中で餅を延ばして麺を作る方法の記述がある。唐時代に2年三毛作などにより小麦が大量に収穫できるようになり、宋 (王朝)時代には南北の食文化の複合がおきて現代の麺料理の原型が誕生した。宋・元時代の『居家必用事類全集』には14種類の麺料理の記述がある。
現代の中華人民共和国および中華圏でも、「麺（簡体字：面）」（ミェン）は小麦粉を指し、「麺食」と言えば、粉食全般を指す。これには、餃子（ぎょうざ）や中華まんなど饅頭や点心も含んでいる。例えば、パンは「麺包」（ミェンパオ）であるが、ラーメンやうどんのような日本語で麺と呼ぶ長細い形状の食品は、「麺条」（繁体字：（麵條、簡体字：面条。ミェンティアオ）と呼称する。一方で中国語では、蕎麦、ビーフンなど小麦粉以外を使った物は本来「麺」として扱われず、米粉をこねて細長く加工したライスヌードルや、澱粉を使う春雨などは「粉」（フェン）と呼ばれ、区別される。

## 日本における麺

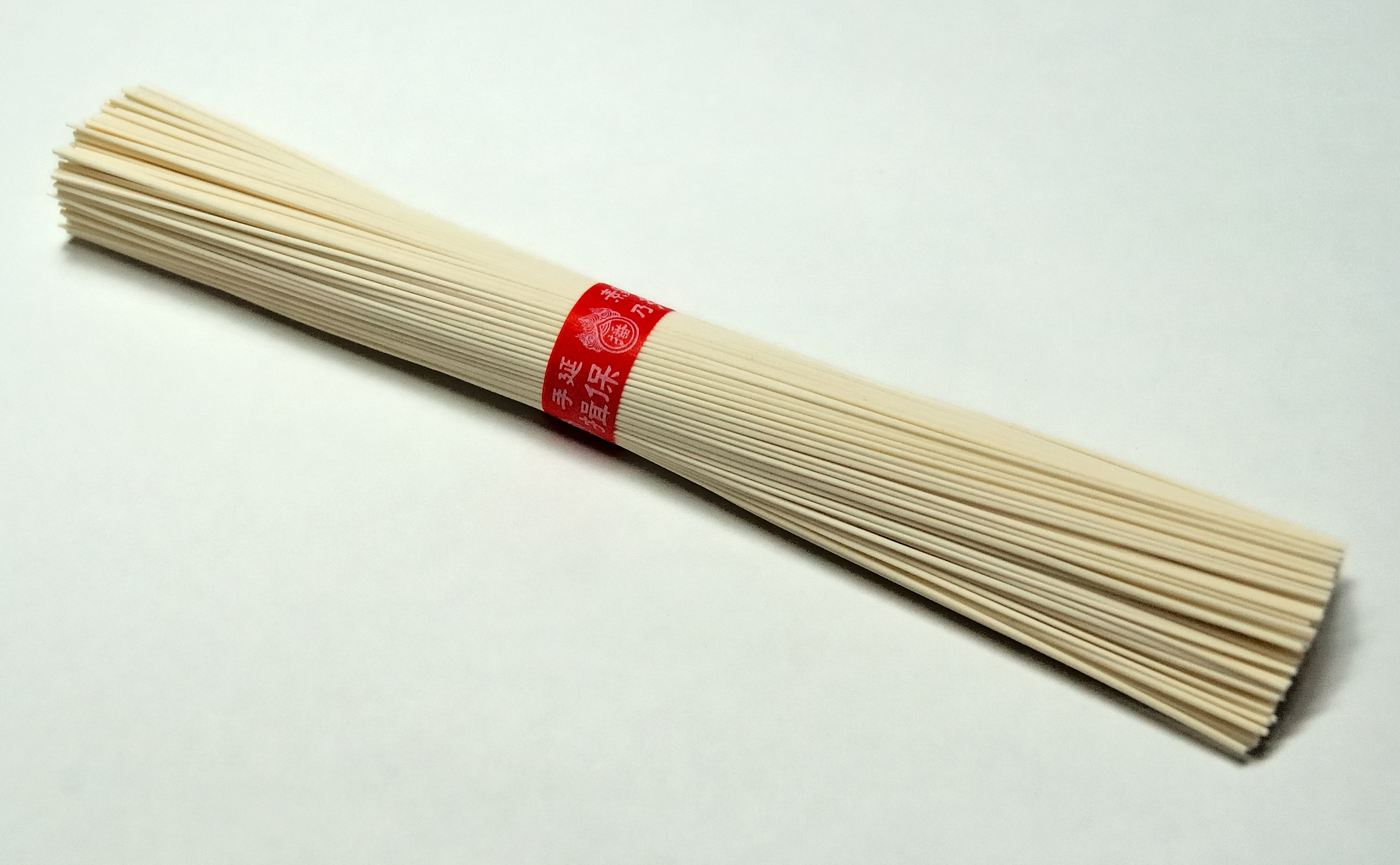
素麺の乾麺

遣唐使が唐菓子と果餅を持ち帰ったことが、日本での麺と菓子の始まりとされる。平安時代に天皇の勅使に「はくたく（餺飥）」という平たい麺類が振舞われたという記録がある。現在でははくたくうどんとも呼ばれ餺飥#語源（ほうとう）のルーツである。
鎌倉時代から室町時代にかけては、留学僧によって宋の麺料理が伝来し、現代のそば、うどん、そうめん、冷麦のもととなった。
江戸時代までにこれらの麺料理は大衆料理として親しまれるようになっていった。明治時代に入り内外の往来が活発化するにつれ、うどん、そば、そうめん、冷麦といった伝統的な麺類のほか、中国の麺料理から派生したラーメン、ヨーロッパのパスタ類も一般化し、現代では様々な麺食品が愛好されている。それぞれの麺料理に関しても、にしんそば、讃岐うどん、あるいはたらこスパゲッティをはじめとする独特の派生料理が登場している。また、油で揚げて保存性、加工性を持たせたインスタントラーメンが開発されて以来、うどん、そば、焼きそばについてもインスタント食品としての商品開発が進み、国内のみならず世界各国で一大市場を築いている。

## イタリアにおける麺

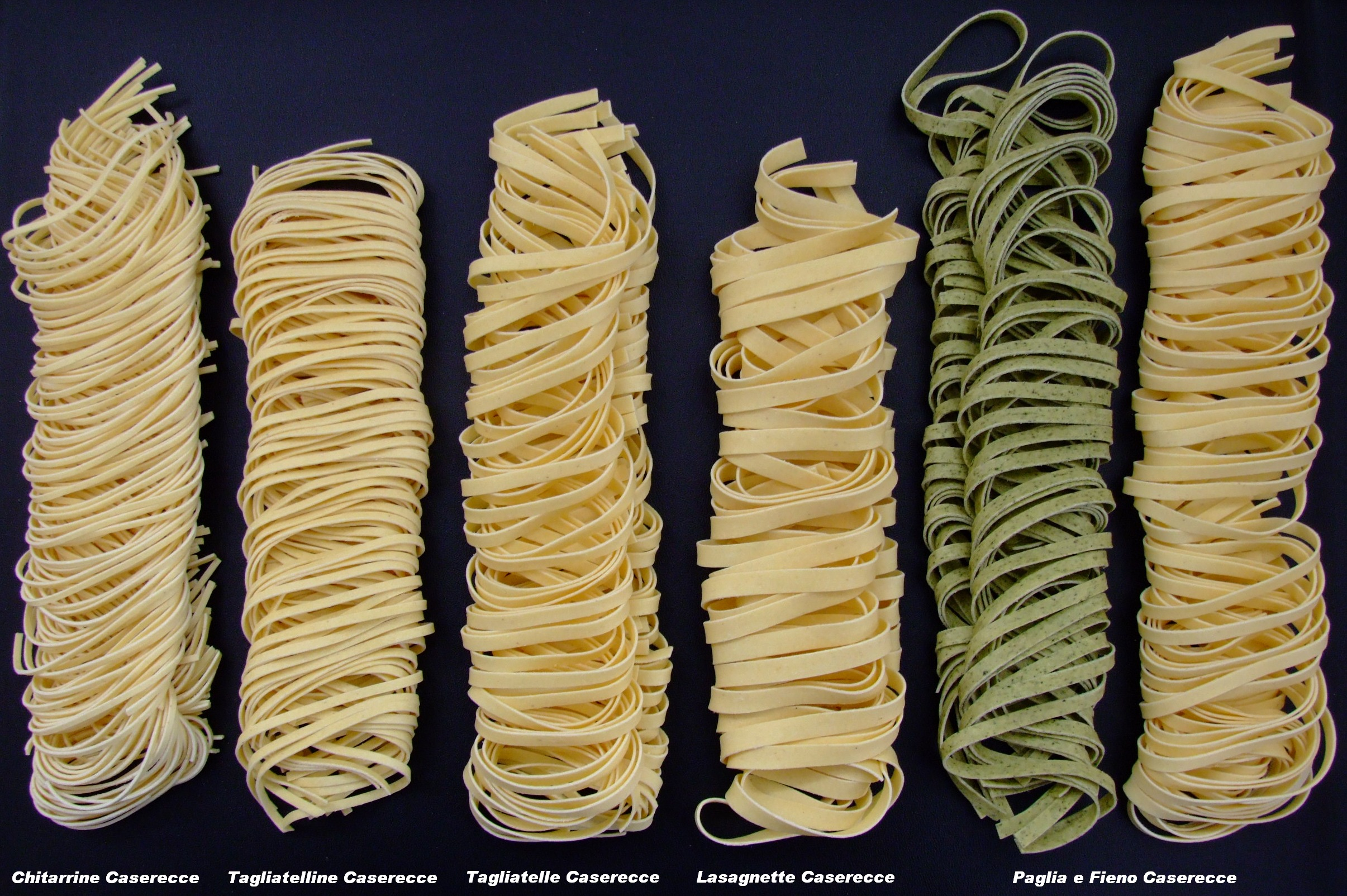
様々なロングパスタ

イタリアにおいては「パスタ・アリメンターレ」などと称され、年間319万トンもの生産が行われ、1人あたり年間30キログラムの消費がなされる国民食とも呼べる加工食品である。ギリシャから伝播した小麦（パン）とオリーブは紀元前には広く浸透し、古代ローマ時代には既にパスタが存在していたとされているが、ゲルマン民族の侵攻に伴うローマ帝国の滅亡とともに農業や食文化も破壊され、パスタは歴史の表舞台から姿を消してしまうこととなる。13世紀から14世紀に入るとサリンベネの『年代記』や北イタリアを中心とした様々な地方のレシピ集などに少しずつパスタと思われる料理の料理法などが登場するようになり、祝祭や記念日などに食されるようになったと考えられている。都市国家として各地方が独特の文化を育んでいったイタリアは食文化も気候や風土によって色濃い特徴が出るようになると、16世紀半ばから17世紀にかけてジェノヴァ、ナポリ、パレルモ、サヴォナ、ローマなどの都市で相次いでパスタギルドが形成され、品質や規格、製造方法、価格、販路などが独自に規定され、都市ごとの独特の文化が醸成され、今日のイタリアパスタの多様性を生み出した。
19世紀末の統一国家の成立後、こうした「地方料理」であった様々なパスタを丹念に収集・分類したペッレグリーノ・アルトゥージは1891年に『イタリア料理大全』を上梓し、イタリア料理としてのパスタを確立させた。

## 性質

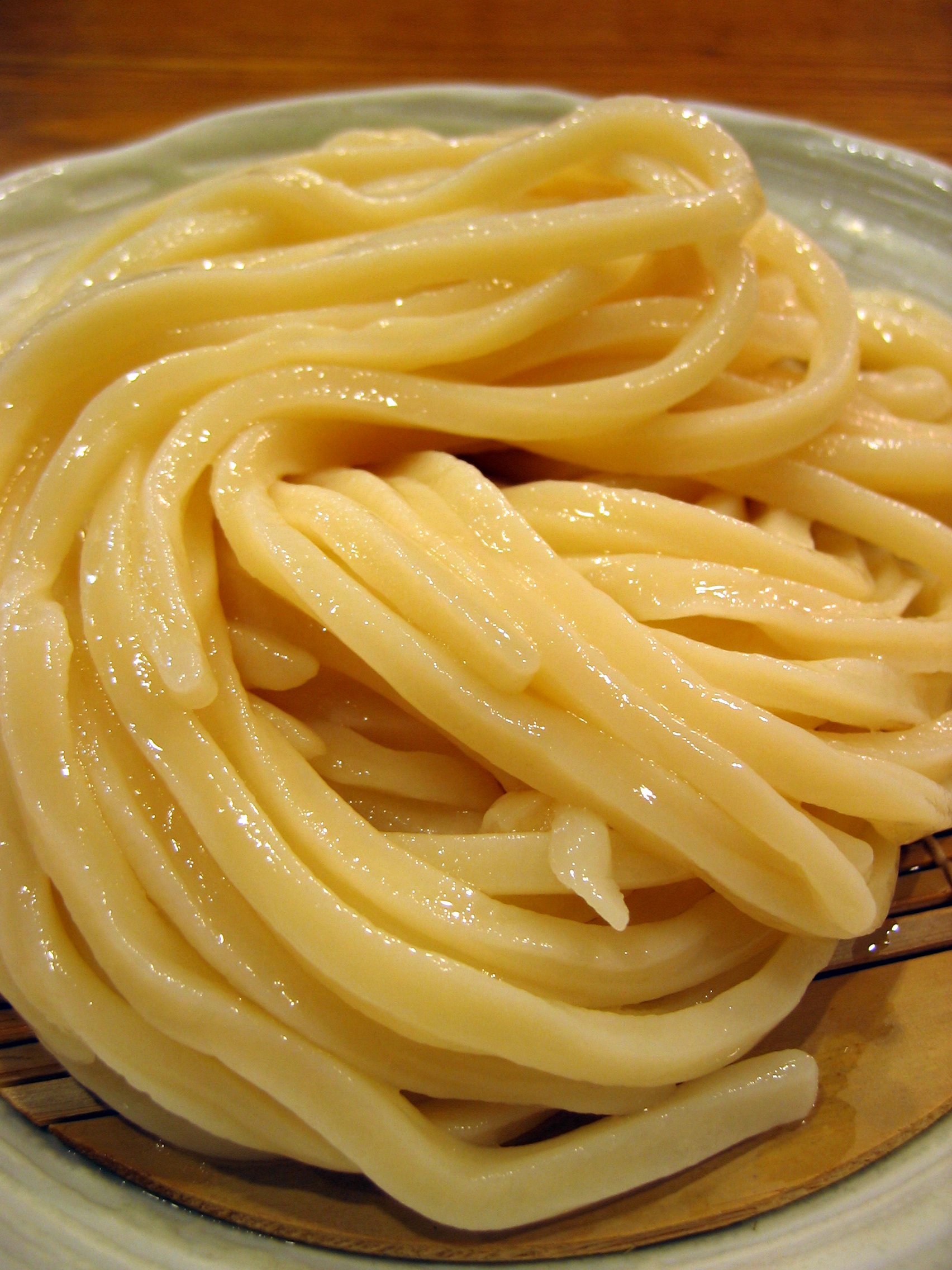
茹で上がったうどん。モチモチとした食感が特徴である。

麺は主とする原材料に左右されるものの、基本的にデンプン、タンパク質で構成されており、これらの成分の性質の違いが麺の食感や粘弾性に強く寄与する。
デンプンの性質
例えば小麦粉のデンプンの場合、グルコースはアミロースとアミロペクチンという2種類の分子構造から成っているが、これらは糊化（アルファ化）、老化（ベータ化）させた場合の性質が異なるため、アミロペクチンが多いデンプンほど、加工した時にモチモチした食感が期待でき、アミロースが多いデンプンほど、ドロっとした食感が期待できる。このため、例えば一般的にモチモチ感が求められるうどんなどではアミロース含有量の少ない小麦粉が適していると言える。
ジャガイモのデンプンは粒子が大きく、糊化することで透明度が増し、強い粘り気と高い保水力を持つようになるため、春雨や冷麺などの麺としての利用のほか、即席めんや他の製麺加工時の打ち粉としても用いられる。
タンパク質の性質
小麦粉のタンパク質は加水してこねることにより粘弾性的性質（弾力性と粘り気のある性質）に変化するが、この性質に寄与しているのがグルテニンとグリアジンである。グルテニンとグリアジンは相互に結合してグルテンを形成するが、温度や小麦粉の練り方、時間のかけ方（一晩寝かすなど）などによってグルテンの形成状態が変わることにより、麺の食感に影響を及ぼしている。
蕎麦粉のタンパク質は結着性に乏しいため、単体での製麺加工は難しく、小麦粉や鶏卵、長芋、山芋、布海苔、コンニャク粉、オヤマボクチといったつなぎを用いて練り合わせることが多い。
その他の性質
麺の原材料によってはデンプンやタンパク質の他に少量の脂質（脂肪酸）が含まれており、この脂肪酸のうち不飽和脂肪酸を構成するリノール酸やα-リノレン酸が酸化した際に生成するヘキサナールやヘキセナールといったアルデヒド類が麺のにおい・香りとして現れる。原材料特性により不飽和脂肪酸の多寡があるため、加工後のにおいに違いが出るようになり、例えば大豆は小麦や蕎麦と比較して多量の不飽和脂肪酸を含有するため、大豆製麺は青臭いと感じるにおいになる。

## 分類

### 製法上の分類

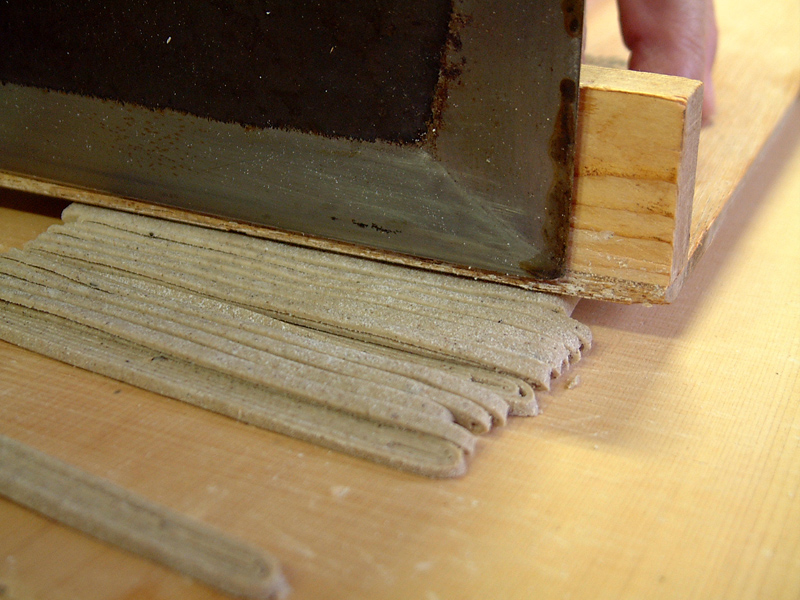
蕎麦の麺切り

機械使用の有無により、手打ち（風）めん、手延べめん、機械めんに分類される。
製法上においては、生地を引っ張り線状に細く伸ばす方法（手延べ麺）、麺棒で薄く伸ばした生地を切って線状にする方法（手打ち麺）、小穴の開いたシリンダーから押し出す方法などに分類される。さらに詳しく、ロール製の機械や麺棒により麺帯を作成し、細い麺を切り出す方式、型抜き等により所定寸法に成形する方式、紐状に撚って引き延ばす方式、圧力等を加えることによりダイスから麺生地を押し出す方式に分類されることもあり、製法により形状や食感などが異なる。
成形方法ごとの具体的な麺の種別例は以下の通り。
- 小さく切り分ける - すいとん、中国の麺疙瘩
- 小さく切り分けて成型する - 耳うどん、中国の猫耳朶、麺片、イタリアのコンキリエ
- 薄く延ばして型で抜く - イタリアのファルファッレ
- 薄く延ばして包丁で切り込みを入れる - 中国の炉歯麺
- 両側から引っ張って薄く延ばす - 中国の鋪盖麺（扯麦粑）
- 薄く延ばし包丁で細く切る（切出法） - （日本の）ラーメン、うどん、蕎麦切り、沖縄そば、烙麺、切り麺
- 水中で引っ張って細長い紐状にする - 水引餅、水餅子
- 両側から引っ張って細長い紐状にする（撚延法） - そうめん、稲庭うどん、中国の拉麺、掛麺、ビャンビャン麺、中央アジアの拉条子
- 小さな穴をあけた容器、器具に入れて押し出す（押出法） - 六兵衛、冷麺、ビーフン、スパゲッティ、マカロニ、ソフトスパゲッティ式めん、日本のラーメンやそばの一部、中国の蕎麺、酸湯子、スリランカのイディアッパなど
- 切り分けた生地を指先や掌でよって細く伸ばす - 一本うどん、中国の搓麺、搓魚
- 生地の塊を削る - 刀削麺、撥魚
- 米粉を特殊な方法でアルファ化させ、膜状になったものを細く切る - 河粉など[36]

### JISでの分類
JISでの分類について以下に示す。
| 分類名               | 製造工程概要 | 製造工程概要 | 製造工程概要 | 製造工程概要 | 製造工程概要 | 製造工程概要 | 製造工程概要 | 製造工程概要 | 製造工程概要           | 製造工程概要 | 製造工程概要 | 製造工程概要 |
| -------------------- | ------------ | ------------ | ------------ | ------------ | ------------ | ------------ | ------------ | ------------ | ---------------------- | ------------ | ------------ | ------------ |
| 生めん類             | 原材料の混合 | 複合         | 圧延         | 切出し       |              |              |              |              |                        |              |              |              |
| 乾めん類             | 原材料の混合 | 複合         | 圧延         | 切出し       | 乾燥         | 裁断         | 包装         |              |                        |              |              |              |
| フリーズドライめん類 | 原材料の混合 | 複合         | 圧延         | 切出し       | ゆで         | 水洗冷却     | 凍結         | 乾燥         | 包装                   |              |              |              |
| 包装めん類           | 原材料の混合 | 複合         | 圧延         | 切出し       | ゆで         | 水洗冷却     | 殺菌処理     | 外装         |                        |              |              |              |
| 冷凍めん類           | 原材料の混合 | 複合         | 圧延         | 切出し       | ゆで         | 水洗冷却     | 冷凍         | 包装         |                        |              |              |              |
| 即席めん類           | 原材料の混合 | 複合         | 圧延         | 切出し       | ゆで         | 蒸煮         | 調味付       | 型詰         | 加熱乾燥または油熱処理 | 包装         |              |              |
| 蒸しめん類           | 原材料の混合 | 複合         | 圧延         | 切出し       | 蒸煮         | 水洗冷却     | 油塗布       | 包装         |                        |              |              |              |
| ゆでスパ類           | 原材料の混合 | 複合         | 圧延         | 切出し       | 脱気         | 扁平押出     | 圧延         | 切出し       | ゆで                   | 水洗冷却     | 殺菌処理     | 包装         |
| ゆでスパ類           | 原材料の混合 | 複合         | 圧延         | 切出し       | 脱気         | 線状押出     | 乾燥         | 裁断         | 包装                   |              |              |              |
| 手打ちうどん類       | 原材料の混合 | 扁平圧延     | 包丁切り     | ゆで         |              |              |              |              |                        |              |              |              |
| 手延べうどん・素麺類 | 原材料の混合 | 紐状圧伸     | 乾燥         | 裁断         | 包装         |              |              |              |                        |              |              |              |
| 冷麺類               | 原材料の混合 | 線状押出     | ゆで         | 水洗冷却     |              |              |              |              |                        |              |              |              |

### 切刃番手による分類
日本においては1953年に日本工業規格（JIS）にて切刃番手による分類法が規定され、生地の幅30 mmに対しての麺の本数で示され、4 - 6本が平めん（きしめん）、8 - 16本がうどん、18 - 24本がひやむぎ・蕎麦・中華麺、26 - 30本が素麺などと規定されていたが、2011年に廃止となった。

## 麺の種類
| 主たる成分           | 名称・大分類             | 名称・小分類             | 主な国や地域           | 備考                   |
| -------------------- | ------------------------ | ------------------------ | ---------------------- | ---------------------- |
| 小麦粉               | うどん                   | 讃岐うどん               | 日本・香川県           |                        |
| 小麦粉               | うどん                   | 五島うどん               | 日本・長崎県           |                        |
| 小麦粉               | うどん                   | 稲庭うどん               | 日本・秋田県           |                        |
| 小麦粉               | うどん                   | 伊勢うどん               | 日本・三重県           |                        |
| 小麦粉               | うどん                   | 博多うどん               | 日本・福岡県           |                        |
| 小麦粉               | うどん                   | 氷見うどん               | 日本・富山県           |                        |
| 小麦粉               | うどん                   | きしめん                 | 日本・愛知県           |                        |
| 小麦粉               | うどん                   | ほうとう                 | 日本・山梨県           |                        |
| 小麦粉               | うどん                   | ひもかわ                 | 日本・群馬県           |                        |
| 小麦粉               | うどん                   | 一本うどん               | 日本・京都府           |                        |
| 小麦粉               | うどん                   | 耳うどん                 | 日本・栃木県           |                        |
| 小麦粉               | うどん                   | だんご                   | 日本・大分県           | だんご汁               |
| 小麦粉               | ひやむぎ                 | ひやむぎ                 | 日本                   |                        |
| 小麦粉               | 素麺                     | 節麺                     | 日本                   |                        |
| 小麦粉               | 沖縄そば                 | 沖縄そば                 | 日本・沖縄県           |                        |
| 小麦粉               | 中華麺                   | 板麵                     | 中国                   |                        |
| 小麦粉               | 中華麺                   | ビャンビャン麺           | 中国・陝西省           |                        |
| 小麦粉               | 中華麺                   | 刀削麺                   | 中国・山西省           |                        |
| 小麦粉               | 中華麺                   | 炸醤麺（ジャージャー麺） | 東アジア               |                        |
| 小麦粉               | 中華麺                   | 烙麺                     | 中国・浙江省           |                        |
| 小麦粉               | 中華麺                   | ホッケン・ミー           | シンガポール           |                        |
| 小麦粉               | ロングパスタ             | スパゲティ               | イタリア               |                        |
| 小麦粉               | ロングパスタ             | スパゲティーニ           | イタリア               |                        |
| 小麦粉               | ロングパスタ             | フェデリーニ             | イタリア               |                        |
| 小麦粉               | ロングパスタ             | カペッリーニ             | イタリア               |                        |
| 小麦粉               | ロングパスタ             | タリアテッレ             | イタリア               |                        |
| 小麦粉               | ロングパスタ             | ブカティーニ             | イタリア               |                        |
| 小麦粉               | ロングパスタ             | ソフトスパゲッティ式めん | 日本                   |                        |
| 小麦粉               | ラグマン                 | ラグマン                 | 中央アジア             |                        |
| 小麦粉               | シュペッツレ             | シュペッツレ             | ドイツ・シュヴァーベン |                        |
| 大麦粉               | もちむぎ麺               | もちむぎ麺               | 日本・兵庫県           |                        |
| 片栗粉（じゃがいも） | 春雨                     | 春雨                     | 日本                   | [ 注 1 ]               |
| 片栗粉（じゃがいも） | 冷麺                     | 冷麺                     | 朝鮮半島               | [ 注 2 ]               |
| 片栗粉（じゃがいも） | ミエン                   | ミエン                   | ベトナム               |                        |
| 片栗粉（じゃがいも） | マロニー                 | マロニー                 | 日本                   | [ 注 3 ]               |
| キビ粉               | きびめん                 | きびめん                 | 日本                   |                        |
| 葛粉                 | 葛切り                   | 葛切り                   | 日本                   |                        |
| アワ粉               | 鉄絲麺                   | 鉄絲麺                   | 中国                   |                        |
| アワ粉               | 粟麺                     | 粟麺                     | 日本                   |                        |
| 米粉                 | ライスヌードル           | ビーフン                 | 東アジア               |                        |
| 米粉                 | ライスヌードル           | フォー                   | ベトナム               | 切り麺                 |
| 米粉                 | ライスヌードル           | ブン                     | ベトナム               | 押し出し麺             |
| 米粉                 | ライスヌードル           | ナンジ―                  | ベトナム               |                        |
| 米粉                 | ライスヌードル           | クイティアオ             | タイ                   | 粿条                   |
| 米粉                 | ライスヌードル           | バンティアオ             | タイ                   | 粄條                   |
| 米粉                 | ライスヌードル           | 米線                     | 中国・雲南省           |                        |
| 米粉                 | ライスヌードル           | 餌絲                     | 中国                   | もち米とうるち米       |
| 米粉                 | イデアッパ               | イデアッパ               | スリランカ             |                        |
| こんにゃく粉         | 糸こんにゃく（しらたき） | 糸こんにゃく（しらたき） | 日本                   |                        |
| こんにゃく粉         | 缶詰麺                   | 缶詰麺                   | 日本                   |                        |
| こんにゃく粉         | 低カロリー麺             | 低カロリー麺             | 日本                   | うどん風、中華麺風あり |
| サツマイモ粉         | 六兵衛                   | 六兵衛                   | 日本・長崎県           | [ 注 4 ]               |
| サツマイモ粉         | 地瓜麺                   | 地瓜麺                   | 台湾                   |                        |
| サトイモ粉           | 芋頭麺                   | 芋頭麺                   | 日本                   |                        |
| 蕎麦粉               | 蕎麦（蕎麦切り）         | 十割蕎麦                 | 日本                   |                        |
| 蕎麦粉               | 蕎麦（蕎麦切り）         | 二八蕎麦                 | 日本                   |                        |
| 蕎麦粉               | 蕎麦（蕎麦切り）         | 更科蕎麦                 | 日本                   |                        |
| 蕎麦粉               | 蕎麦（蕎麦切り）         | 田舎蕎麦                 | 日本                   |                        |
| 蕎麦粉               | 蕎麦（蕎麦切り）         | 藪蕎麦                   | 日本                   |                        |
| 蕎麦粉               | 蕎麺                     | 蕎麺                     | 中国・四川省           |                        |
| 蕎麦粉               | ピッツォッケリ           | ピッツォッケリ           | イタリア               |                        |
| 大豆粉               | 黒豆麺                   | 黒豆麺                   | 日本                   |                        |
| 大豆粉               | 豆腐麺                   | 豆腐麺                   | 日本                   |                        |
| 韃靼蕎麦粉           | 韃靼蕎麦                 | 韃靼蕎麦                 | 日本                   |                        |
| とうもろこし粉       | 酸湯子                   | 酸湯子                   | 中国                   |                        |
| ヒエ粉               | ひえめん                 | ひえめん                 | 日本                   | [ 注 5 ]               |
| モロコシ粉           | 紅麺                     | 紅麺                     | 中国                   |                        |
| ヤマノイモ粉         | 薯蕷麺                   | 薯蕷麺                   | 日本                   | [ 注 6 ]               |
| 緑豆粉               | 太平燕                   | 太平燕                   | - 中国 - 日本・熊本県  |                        |
| 緑豆粉               | 豆箕麺                   | 豆箕麺                   | 中国                   |                        |
| 緑豆粉               | 涼粉                     | 涼粉                     | 中国                   |                        |
| トチノミ             | 橡麺（栃麺）             | 橡麺（栃麺）             | 日本                   | [ 注 7 ]               |
| テングサ             | ところてん               | ところてん               | 日本                   |                        |
| 海藻                 | 海藻麺                   | 海藻麺                   | 日本                   | [ 注 8 ]               |
| タピオカ             | バンカン                 | バンカン                 | ベトナム               |                        |
| すり身               | 魚うどん                 | 魚うどん                 | 日本・宮崎県           | [ 注 9 ]               |
| すり身               | 魚そうめん               | 魚そうめん               | 日本・京都府など       |                        |